# Německá Mokrá
Německá Mokrá (ukrajinsky Німецька Мокра, rusínsky Нѣмецка Мокра, maďarsky Németmokra), v letech 1946 až 2016 Komsomolsk, je vesnice v okrese Ťačiv v Zakarpatské oblasti na Ukrajině. Leží na levém břehu říčky Mokrjanky okolo silnice z Koločavy do Usť-Čorné.
Německá Mokrá  je součástí Usť-Čorňanské územní komunity.

## Historie
První písemná zmínka o vesnici Mokra pochází z roku 1638. Vesnici založili uprchlíci z Haliče. Dne 9. listopadu 1775 sem přijelo 120 osadníků ze země Horní Rakousy, které v zájmu lesního hospodářství povolaly maďarské úřady. V roce 1910 zde žilo 730 občanů, z toho 654 Němců, 47 Maďarů a 28 Rusínů; podle víry: 663 římských katolíků, 37 řeckokatolických věřících, 20 Izraelitů. Za první republiky v roce 1922 zde byl obecní notariát a četnická stanice. V roce 1930 bylo z 1027 občanů 807 Němců, 142 Rusínů, 55 Čechů a Slováků, 7 Židů, 6 Maďarů a 10 cizinců; římskokatolická obec měla 841 věřících a dřevěný kostelík z roku 1779. Během sovětsko-ukrajinské éry byla obec přejmenována na Komsomolsk (1946). V roce 1944 došlo k útlaku německých občanů obce, ve vesnici zůstalo 12–14 rodin bývalých přistěhovalců, další byly poslány do táborů nucených prací v SSSR, další v letech 1974–1975 emigrovaly do Německa; v obci zůstaly původní dvě rodiny. V roce 2016 Ukrajina dekomunizačním zákonem vrátila obci historický název.